# The Village Lanterne
The Village Lanterne er det femte studiealbum af Blackmore's Night. Det blev udgivet gennem Steamhammer d. 4. april 2006. Det indeholder singlen "Just Call My Name (I'll Be There)".
Sangen "Olde Mill Inn" var at finde på soundtracket til filmen Yes Man fra 2008.

## Spor
Sangen er skrevet af Ritchie Blackmore og Candice Night, medmindre andet er noteret.
1. "25 Years" – 4:58
2. "Village Lanterne" – 5:14
3. "I Guess It Doesn't Matter Anymore" – 4:50 - en sang om Resurrection Mary
4. "The Messenger" (Blackmore) – 2:55 (Instrumental)
5. "World of Stone" (Blackmore/Traditionel, Night) – 4:26
6. "Faerie Queen" / "Faerie Dance" (Blackmore) – 4:57
7. "St. Teresa" (Joan Osborne, Eric Bazilian, Rob Hyman, Rick Chertoff) – 5:26
8. "Village Dance" (Blackmore) – 1:58 (Instrumental)
9. "Mond Tanz" (Blackmore) / "Child in Time" (Blackmore, Ian Gillan, Roger Glover, Jon Lord, Ian Paice) – 6:12
10. "Streets of London" (Ralph McTell) – 3:48
11. "Just Call My Name (I'll Be There)" – 4:49
12. "Olde Mill Inn" – 3:21
13. "Windmills" – 3:27
14. "Street of Dreams" (Blackmore, Joe Lynn Turner) – 4:31

### Bonustracks
1. "Call It Love" (Night) – 2:53 - sangen var oprindeligt en b-side på Candice Nights solosingle "Alone with Fate" fra 2002.[3] Sangen blev senere genindspillet på Night's soloalbum Reflections i 2011.
2. "Street of Dreams" – 4:30 (ekstratrack med Joe Lynn Turner som gæsteoptrædende vokal) - Candice Night var supplerende vokal, bortset fra i begyndelsen og i den midterste del, hvor Turner var supplerende vokal.
3. "All Because of You"  – 3:26 (radio edit fra Fires at Midnight)
4. "Once in a Garden" (Night) – 3:30 (Kun på japansk version)

## Personel
- Ritchie Blackmore – elektrisk og akustisk guitar, forskellige trommer, drejelire
- Candice Night – forsanger, baggrundsvokal, skalmeje, rauchpfeife, blokfløjte, chanter
- Pat Regan og Minstrel Hall Consort – keyboard
- Sir Robert of Normandie (Robert Curiano) – bas
- Sisters of the Moon: Lady Madeline and Lady Nancy (Madeline og Nancy Posner) – kor
- Bard David of Larchmont (David Baranowski) – keyboard
- Sarah Steiding – violin
- Anton Fig – trommer
- Albert Dannemann – sækkepibe, baggrundsvokal
- Ian Robertson og Jim Manngard – baggrundsvokal
- Joe Lynn Turner – gæsteoptrædende på bonusversionen af "Street of Dreams"

## Hitlister og certificeringer
| År   | Hitliste | Placering |
| ---- | -------- | --------- |
| 2006 | Tyskland | 13        |
| 2006 | Finland  | 33        |
| 2006 | Sverige  | 52        |
| 2006 | Schweiz  | 67        |

| Land    | Dato | Award | Antal  |
| ------- | ---- | ----- | ------ |
| Rusland | 2006 | Guld  | 25.000 |